# Макаров, Виктор Павлович
Виктор Павлович Мака́ров (24 декабря 1937 — 29 сентября 2020) — советский режиссёр и сценарист. Режиссёр фильма «Берегите женщин».

## Биография
Окончил училище при Ленинградской консерватории, а затем московский ГИТИС. После выпуска возглавлял музыкальные театры в Новосибирске и Саратове.
В 1970-е годы пришёл в музыкальную редакцию Ленинградского телевидения, где придумал и снял детективный сериал «Уик-энд с детективом», который состоял из самостоятельных криминальных историй.
В кино стал известным в 1981 году с музыкальным фильмом «Берегите женщин», который принёс популярность малоизвестному тогда Юрию Антонову, чья музыка звучит в картине.

## Фильмография
Режиссёр и сценарист
- 1981 — Берегите женщин
- 1993 — Осечка (телевизионный фильм)
- 1995—1996 — Уик-Энд с детективом (сериал)
- 1995 — Парадные будни (сериал)
- 1998 — «Поющие гитары» и театр «Рок-опера» (музыкальный фильм)
- 1998 — «Поезд в огне» Борис Гребенщиков клип
- 2001 — Налог на убийство (сериал)